# Fable (jeu vidéo, 1996)
Pour les articles homonymes, voir Fable (homonymie).
Ne doit pas être confondu avec Fable (jeu vidéo).
Fable est un jeu vidéo de d’aventure en pointer-et-cliquer développé par Simbiosis Interactive et publié par Sir-Tech en 1996. Le jeu se déroule dans un monde médiéval-fantastique divisé en quatre royaumes à la suite d'un cataclysme, chacun étant sous le joug d’un démon. Le joueur y incarne Quickthorpe et doit se rendre dans chacun des quatre royaumes afin d’y éliminer les démons qui les contrôlent et de récupérer des joyaux magique capable de ramener la paix dans le monde,,,,,.